# Burg Altenstein (Unterfranken)
Die Burg Altenstein ist eine Burgruine in Altenstein (Markt Maroldsweisach) im Landkreis Haßberge in Unterfranken. Der etwa 40 Kilometer nördlich von Bamberg gelegene Stammsitz der im 19. Jahrhundert erloschenen Familie der Freiherren von Stein zu Altenstein befindet sich seit dem ausgehenden 20. Jahrhundert in der Obhut des Landkreises Haßberge. Die Burganlage ist eine der größten Ruinen Frankens und wurde um die Jahrtausendwende saniert und burgenkundlich erschlossen. Die „Bilderbuchruine“ ist nicht mehr frei zugänglich, es wird eine Eintrittsgebühr von vier Euro erhoben. Aufgrund der hervorragenden Lage und die tolle Aussicht über das Weisach- und Baunachtal bis hin zur Rhön bietet sich hier auch die Möglichkeit Standesamtlich zu heiraten. 

## Geografische Lage
Die Ruine der Höhenburg liegt beherrschend über dem gleichnamigen Dorf auf einem Höhenrücken (ca. 452 Meter ü.NN) der Haßberge 
zwischen Ebern und Maroldsweisach. Der Burgberg erhebt sich etwa 150 Höhenmeter über das Weisachtal.
Der lang gestreckte Bergrücken trägt neben der Burg Altenstein einige weitere Wehranlagen.
Das Bayerische Landesamt für Denkmalpflege verzeichnet unter der Denkmalnummer D-6-5830-0006 einen mittelalterlichen Turmhügel südlich unterhalb der Burg auf dem Galgenberg.
Etwa zwei Kilometer südlich der Ruine liegen am Osthang zwei weitere Bodendenkmäler versteckt im Wald, die Alte Burg (Altenstein) und die Alte Burg (Hafenpreppach). Weitere vier Kilometer südlich steht die große Doppelburg Lichtenstein am Talrand. Der unterhalb der Burg Lichtenstein gelegene Felsburgstall Teufelsstein gilt als mutmaßlicher Stammsitz der beiden Linien der Herren von Stein. Über dem Eberner Ortsteil Eyrichshof haben sich die burgenkundlich bedeutsamen Reste der Burg Rotenhan erhalten, einer der wenigen echten Felsburgen Deutschlands.

## Geschichte

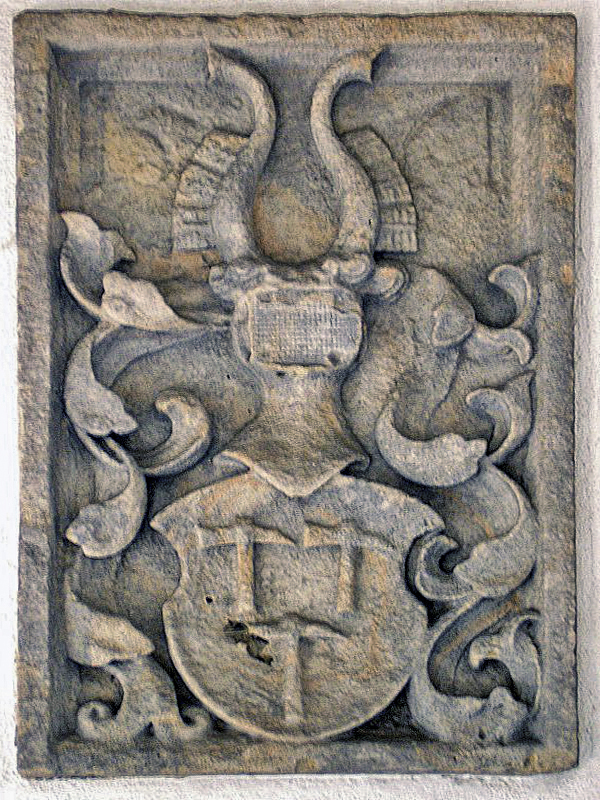
Wappenstein (wohl 17. Jahrhundert) aus der alten Pfarrkirche, jetzt in der Vorhalle der neuen Kirche

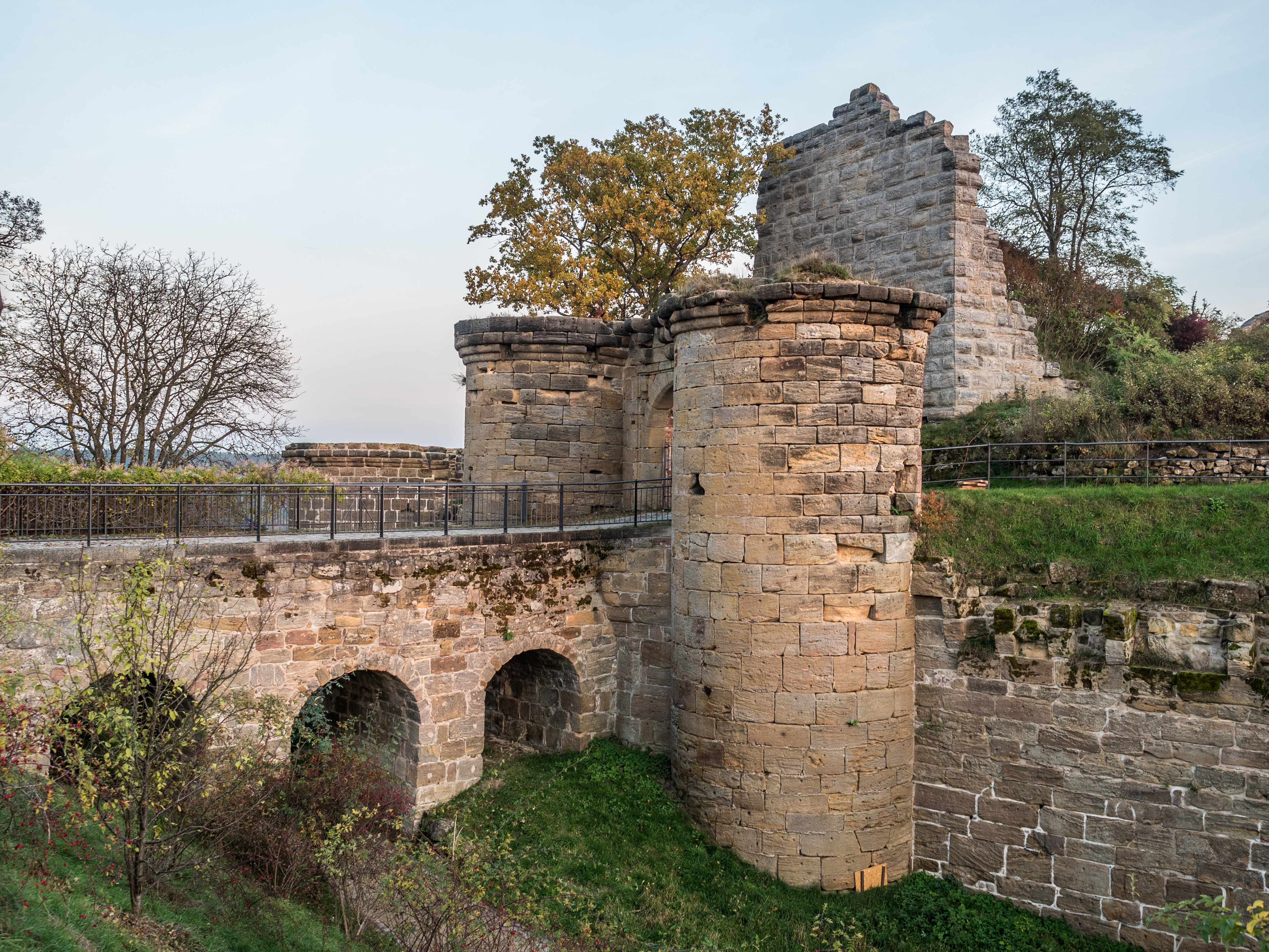
Brücke, Tor und Bergfried

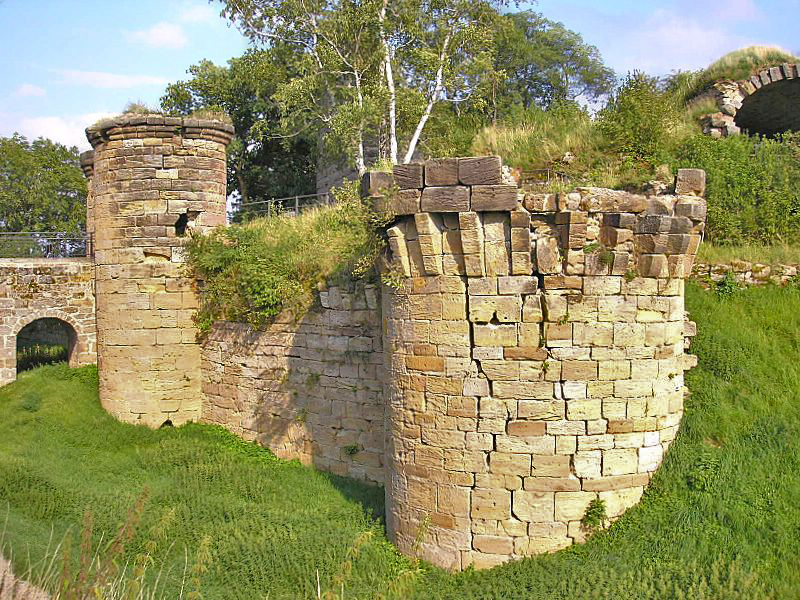
Der nordwestliche Befestigungsabschnitt

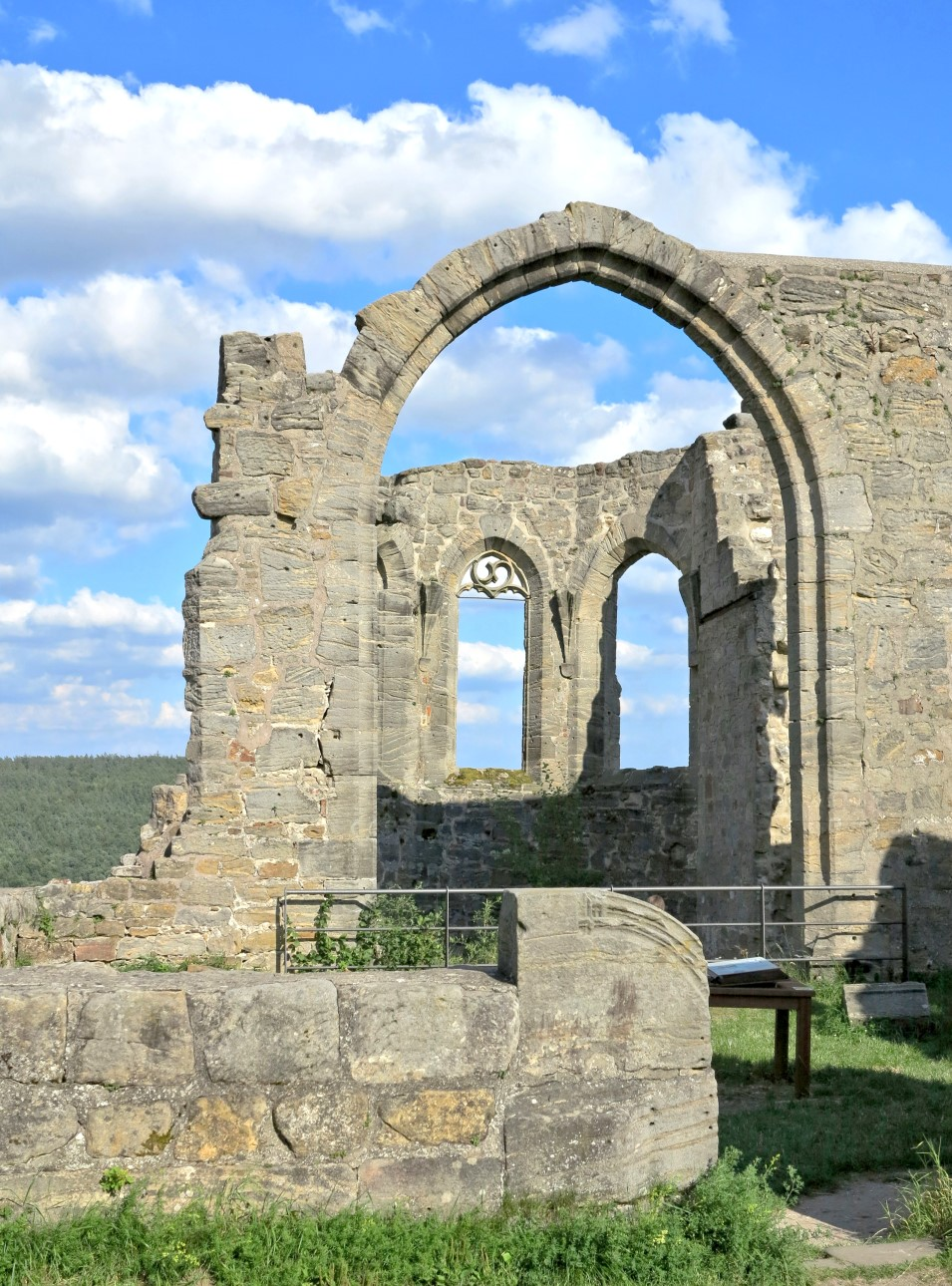
Ruine der Kapelle der Burgruine Altenstein

Die Burg war der Stammsitz der Herren von Stein zu Altenstein. Die Stein hatten sich um 1200 in zwei Linien gespalten. Die Stein von Lichtenstein saßen auf der etwa fünf Kilometer südlich auf dem gleichen Höhenkamm gelegenen Burg Lichtenstein. Der Ursprung dieser Familie wird auf dem Teufelsstein vermutet, einem Felsburgstall unterhalb der Burg Lichtenstein.
Das ursprünglich edelfreie Geschlecht musste sich bald der Lehnshoheit des Würzburger Hochstiftes unterwerfen. Ab dem frühen 14. Jahrhundert traten die Altensteiner nur noch als Würzburger, gelegentlich auch Bamberger Vasallen auf, besaßen aber auch Lehen der Klöster Banz und Langheim.
Die Burg erschien erstmals 1225 indirekt in den Schriftquellen. In einer Urkunde wird damals ein „Marquard Magnus de antiquo lapide“, also ein Marquard der Große vom oder zum alten Stein genannt. Sieben Jahre später (1231) wurde die Burg das erste Mal direkt als castrum mit ecclesia (Kirche) erwähnt.
In den nächsten Jahrhunderten entwickelte sich die Anlage zu einer typischen Ganerbenburg, d. h. die Burg wurde von mehreren Familienzweigen gemeinschaftlich bewohnt. 1296 wohnten bereits acht Familien auf der Veste über dem Weisachtal. Als eine der frühesten Erwähnungen einer Ganerbschaft ist diese Überlieferung von besonderem Interesse für die Burgenkunde. Ein Burgfriedensvertrag von 1441 nennt zehn Brüder und Vettern aus insgesamt fünf Familien, die jeweils eigene Kemenaten bewohnten.
Die Familie von Altenstein konnte sich im 14. und 15. Jahrhundert ein kleines Herrschaftsgebiet um die Stammburg einrichten. Hierzu wurde der verstreute Eigenbesitz (Allod) des Geschlechtes zusammengefasst. Vom wirtschaftlichen Erfolg der damaligen Burgherren zeugen noch die erhaltenen aufwändigen Bauformen der Burg.
1525 wurde Altenstein während des Bauernkrieges beschädigt. 1549 belehnte Kaiser Karl V. die Altensteiner mit der Hochgerichtsbarkeit. Den Burgherren wurde erlaubt, kraft des Malefizrechtes Stock und Richtstatt aufzurichten, also nach der Reichsgerichtshalsordnung auch Todesurteile zu vollstrecken.
1567 stellte sich Wilhelm von Stein zu Altenstein während der Grumbachschen Händel gegen das Hochstift Würzburg und wurde deshalb auf dem Marktplatz zu Gotha durch das Schwert gerichtet. Das Hochstift entzog der Familie die Lehen. Nach einer erneuten Verwüstung der Burg im Dreißigjährigen Krieg setzte der wirtschaftliche Niedergang der Familie ein. 1634 erschossen marodierende Söldner Caspar von Stein. 
1695 erhob Kaiser Leopold I. Johann Casimir von Stein zu Altenstein in den Reichsfreiherrenstand. Dies verzögerte allerdings den Abstieg der Familie nur wenig. Damals existierten noch drei Familienzweige zu Altenstein, Marbach und Ditterswind.
Die Stein von Altenstein bewohnten ihre Stammburg bis 1703, zogen dann jedoch hinab ins Tal in ihr neuerbautes Schloss in Pfaffendorf. Das Hochstift forderte die Burgherren 1670 vergeblich auf, die Anlage wiederherzustellen. In der Folge verfiel die Burganlage in ihren heutigen ruinösen Zustand. 1768 musste Christian Adam Ludwig von Stein das Rittergut Maroldsweisach an Joseph Anton Freiherrn Horneck von Weinheim verkaufen. Als eines der letzten Güter ging das Schloss in Pfaffendorf um 1850 an die Freiherren von Grunelius. 
Im Jahre 1875 starb mit Karl von Stein zum Altenstein der letzte Spross des deutschen Zweiges der Herren vom Altenstein. Schließlich gelangte die Anlage 1895 an die Freiherren von Rotenhan. 1898 und 1949/50 wurden kleinere Instandsetzungsmaßnahmen durchgeführt.
Heute befindet sich die Burgruine im Besitz und in der Obhut des Landkreises Hassberge (Schenkung 1972). Der Landkreis begann ab 1999 mit der Sanierung und Erschließung der Burganlage, die zum Tag des offenen Denkmals 2003 offiziell abgeschlossen wurde.
Als bedeutendster Angehöriger der Familie von Altenstein gilt Karl Sigmund Franz Freiherr vom Stein zum Altenstein (1770–1840), der oft – auch im offiziellen Burgführer von 2003 – mit seinem Namensvetter und Amtsvorgänger Heinrich Friedrich Karl vom und zum Stein, dem bekannten Freiherren von Stein verwechselt wird. Dieses mittelrheinische Geschlecht steht jedoch in keinem genealogischen Zusammenhang mit den fränkischen Stein von Altenstein.

### Burgsagen
Die historisch nicht belegbare Burgsage erzählt von einer Belagerung des Altensteins im Jahr 1254 durch die Truppen des Würzburger Hochstiftes. Bischof Iring von Reinstein-Homburg (1254–1265) soll die Veste mittels einer List in seinen Besitz gebracht haben. Er bot Friedensverhandlungen an und empfing die zwölf Brüder von Stein einzeln in einem Burgzimmer. Hier sollen die Ritter von bereitstehenden Schergen ermordet worden sein. Nur dem zwölften Bruder gelang es, dem Bischof mit seinem Messer die Nase abzuschlagen. Das Geschlecht wäre beinahe ausgestorben, ein Verwandter mit Namen Seyfried befand sich jedoch im Ausland und konnte die Linie weiterführen.
Nach einer anderen Version konnte sich Herdegen, der letzte Bruder, nach Österreich retten und dort als Maurer durchschlagen. Später gelangte er wieder in den Besitz der Stammburg und nahm drei Maurerhämmer in sein Wappen auf. Eine weitere Legende führt diese Hämmer allerdings auf Mjölnir, den Hammer Donars (Thor) zurück, des angeblichen Vorfahren des Geschlechtes. Ein gut erhaltener Wappenstein mit den Hämmern ist in der Vorhalle der neuen Pfarrkirche eingemauert, das Relief über dem Haupttor ist jedoch stark verwittert.

### Historischer Hintergrund
Trotz der fehlenden urkundlichen und archivalischen Belegbarkeit steckt auch in diesen Sagen ein wahrer Kern. Während des gesamten Hochmittelalters versuchte das Bistum Würzburg, sich der Burgen der Edelfreien und Dienstleute des Bamberger Nachbarbistums zu bemächtigen. Hier schreckte man auch vor Falschanklagen nicht zurück. Auch in der Sage von den zwölf Brüdern diente Wegelagerei als Vorwand für die Belagerung. 1168 besorgte man sich so die kaiserliche Genehmigung zum Sturm auf die nahe Burg Bramberg. Im Falle der Burg Rotenhan wurde 1323 ein angeblicher Falschmünzer auf der Felsenburg zum Auslöser des Angriffs. Die Herren von Rotenhan waren Dienstmannen des Hochstiftes Bamberg. 
Wahrscheinlich begaben sich die Herren von Stein tatsächlich nicht ganz freiwillig in die Ministerialität des Bistums Würzburg. Auf der anderen Seite konnte ein solches Dienstverhältnis sehr lukrativ sein. Gegen Ende des 13. Jahrhunderts scheint die alte Linie der Herren vom Altenstein wirklich erloschen zu sein. Als Nachfolger traten die Stein von Ostheim auf. 1296 besaß ein Wolvenius aus diesem Geschlecht bereits zwei Burghäuser auf dem Altenstein. In diesem Zusammenhang wurden sieben weitere Familien als Ganerben erwähnt. 1304 amtierte Wolvenius als würzburgischer Vogt auf der Burg Rauheneck bei Ebern.

## Beschreibung

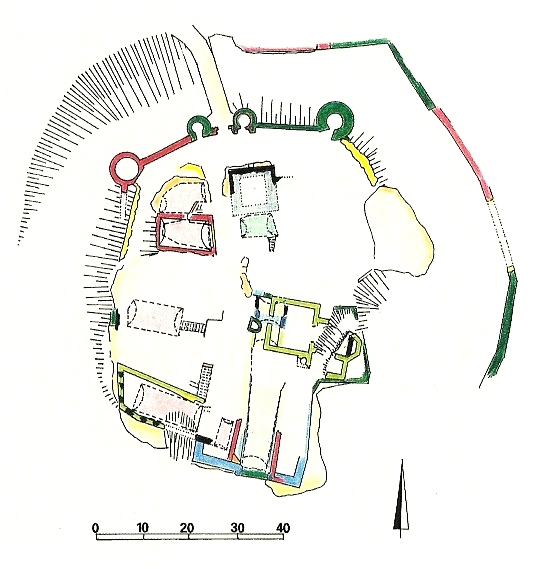
Grundriss der Kernburg auf einer Infotafel des "Burgenkundlichen Lehrpfades"

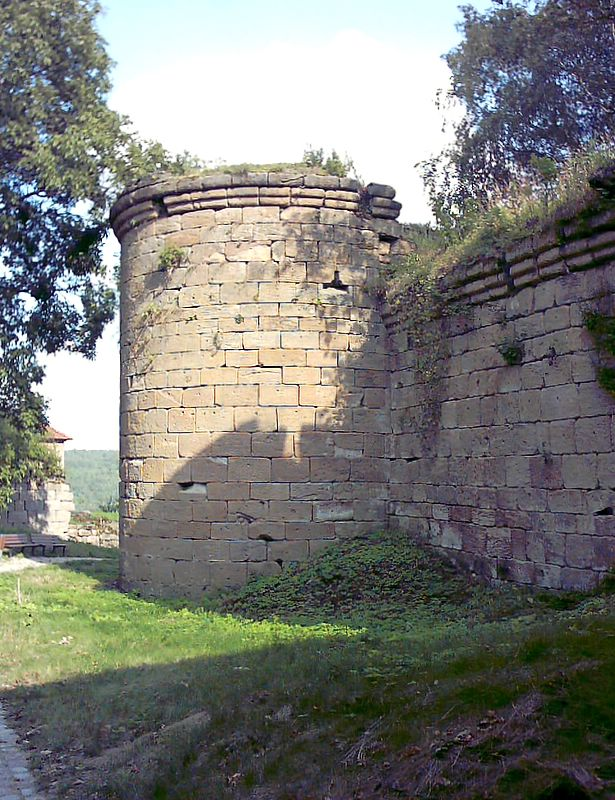
Der hussitenzeitliche Nordostturm (um 1420/30)

Die Anlage präsentiert sich als eine der größten und eindrucksvollsten Burgruinen Frankens. In jüngster Zeit wurde sie vorbildlich gesichert und erschlossen.
Man betritt die Anlage durch das Torhaus (17./18. Jahrhundert) der wieder bewohnten Vorburg. Dieses Vorwerk geht wohl noch auf das 13. Jahrhundert zurück und schützte bereits den Zugang zur romanischen Burganlage. Die südöstlichen Teile der Vorburg werden von einer hohen Futtermauer mit Flugbögen gestützt.
Über eine steinerne Brücke (18. Jahrhundert), die den etwa 15 Meter breiten Halsgraben überspannt, gelangt man zum Haupttor, das von zwei mächtigen Rundtürmen flankiert ist. Dieser Torbau ist Teil der mächtigen hussitenzeitlichen Zwingeranlagen (um 1430) vor der älteren Kernburg. Damals wurde das Haupttor an die heutige Stelle verlegt. Das ursprüngliche Tor an der Südseite wurde zugemauert. 
Die repräsentative Toreinfahrt stammt allerdings aus der Zeit um 1567. Das hussitenzeitliche Tor lag etwas tiefer (2002 archäologisch dokumentiert). Über der Durchfahrt schützte ein Wurferker den Zugang. Eine schlecht erhaltene Wappentafel mit den drei Hämmern der Stein wird von Schildknappen flankiert. Die beiden seitlichen Rundtürme enthielten jeweils drei ungewölbte Geschosse mit T-förmigen Schlüsselscharten oder T-Scharten mit abgesenktem Fuß. 
Zu beiden Seiten schließen sich kurze Kurtinen mit zwei weiteren Rundtürmen an den Torbau an. Die ganze Zwingeranlage ist bereits im Hinblick auf die Verwendung von Feuerwaffen geplant worden. Aus der Hussitenzeit stammt nur noch der Ostteil, der westliche Bereich mit seinen schlichten Kragsteinen stammt von einer Erneuerung um 1567.
Hinter der Toranlage erhebt sich die Ruine des spätromanischen Bergfriedes, dessen Nordwand noch bis zu einer Höhe von etwa zehn Metern aufrecht steht. Der ehemals quadratische Hauptturm besaß Seitenlängen von 9,8 Metern. Erhalten haben sich nur Teile der Außenschale aus eng versetzten Buckelquadern mit schmalem Randschlag und Reste des Füllwerks aus fischgrätenartig versetzten Steinen (Opus spicatum). Die Quader wurden noch mit dem älteren Hebewerkzeug, dem Wolf versetzt, zeigen also an der Vorderseite keine Zangenlöcher. Der Hocheingang lag wohl in der zum Burghof gerichteten Südseite.
Am Fuß des Turmes beweist ein Abortschacht, dass sich der ursprüngliche Halsgraben direkt vor dem Bergfried befunden hat. Wahrscheinlich lag der Haupteingang der romanischen Burganlage bereits dort in der Nähe des heutigen Zuganges (Rekonstruktion Zeune), wurde aber später an die Südseite verlegt. Während der Hussitenstürme vermauerte man dieses neue Tor und errichtete aus Sicherheitsgründen das erhaltene Doppelturmtor an der Bergseite.
Vorbei an den Ruinen der Ganerbensitze mit ihren eindrucksvollen Kelleranlagen erreicht man den Burghof mit den Resten des Palas im Südwesten, dem Burgbrunnen und der spätgotischen Burgkapelle. Die weitläufigen, teilweise in den Fels geschlagenen Gewölbekeller wurden im Zuge der Sanierung größtenteils verschlossen (Fledermausschutz) und sind nur zu besonderen Gelegenheiten zugänglich. Frei begehbar sind der Keller unter dem Palas und das obertägige Gewölbe des Ganerbensitzes neben dem Bergfried.
Die Burgruine steht auf sehr instabilem Untergrund: Die mächtigen Rhätsandsteinfelsen rutschen langsam den Burgberg hinab und führten bis in die Gegenwart immer wieder zu Teileinstürzen. So sind etwa 1960 drei übereinanderliegende Gewölbe über der ehemaligen Toreinfahrt größtenteils zusammengebrochen. Zwei Jahrzehnte später stürzte dann auch noch die Wand im ehemaligen Torbereich ein. Deren unterer Teil mit dem zugesetzten Tor blieb erhalten. Nach der statischen Sicherung in den letzten Jahren soll die Burg jedoch für die nächsten 250 Jahre gerettet sein.
Seit 2003 kann man auf einem Rundweg um die gesamte Kernburg herumwandern und auch bisher unzugängliche Bauteile besichtigen.
Die Burg ist eine Station des Burgenkundlichen Lehrpfades des Landkreises Haßberge.

### Burgkapelle

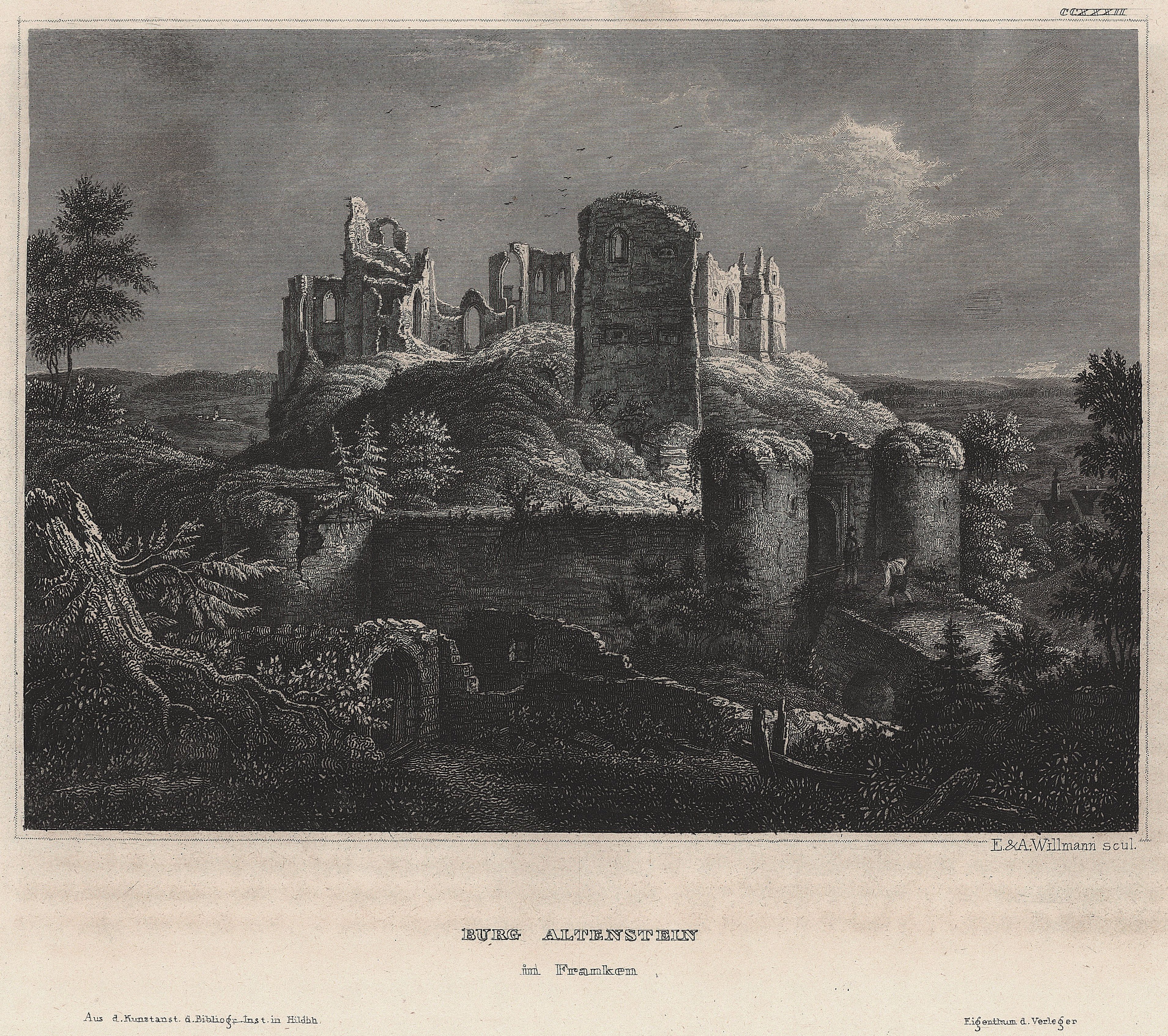
Die Burgruine um 1838

Die als Ruine erhaltene Kapelle an der Ostseite entstand ab 1438. Der Neubau wurde nötig, nachdem der Würzburger Bischof Johann II. von Brunn den Vorgängerbau zur Pfarrkirche des Ortes erhoben hatte. Das Gotteshaus war dem hl. Nikolaus und der Jungfrau Maria geweiht. Bereits 1563 entschloss man sich jedoch zur Errichtung einer eigenen Pfarrkirche auf einem Plateau vor dem Burgeingang. Dieser Sakralbau wurde 1922/23 zugunsten der erhaltenen neuromanischen Kirche von 1910 abgerissen, ist aber im Inventarband von 1916 gut dokumentiert.
Die Kapelle bestand aus einem rechteckigen Langhaus und einem östlich angefügten, netzgewölbten Chor. Das Langhaus sitzt auf dem Tonnengewölbe der ehemaligen Südtoreinfahrt, unter dem Chor befand sich offenbar die Gruft der Burgherren. Das Presbyterium wurde auf einen etwas älteren Mauerzug aufgesetzt. Er dürfte im Zuge der Verstärkung der Befestigung während der Hussiteneinfälle entstanden sein und springt nach Süden vor. Der turmartige Anbau südlich des Chores ist zwei Geschosse hoch erhalten (hinterer Teil) und durch zwei Kaffgesimse gegliedert. Kleine rechteckige Fensteröffnungen belichteten ehemals das Innere des im Erdgeschoss von zwei Kreuzgewölben überspannten Raumes. Eine hochgelegene Tür in der Ostwand führt auf den Vorsprung der älteren Mauer. Vor dem Turm ist das Gehäuse eines Treppenturmes erkennbar, der vom Langhaus aus zugänglich war. Den Eintritt in den Anbau ermöglichte ein Vorhangbogenportal in der Chorwand.
Der Chor wird außen von einmal abgetreppten Strebepfeilern gestützt, dazwischen sitzen Spitzbogenfenster. Im Ostfenster ist das originale Fischblasenmaßwerk erhalten.
Langhaus und Chor sind durch einen profilierten Chorbogen getrennt. Auf das Netzgewölbe des Chores weisen noch die Gewölbeanfänge mit ihren vorgelegten Tartschenschilden hin. Das Mauerwerk des Langhauses ist auf der Nordseite nur als Sockel erhalten, die übrige Substanz wurde durch eine unsachgemäße Sanierung verändert. Wie die übrige Burganlage ist die Kapelle aus dem anstehenden Rhätsandstein aufgemauert. Die regelmäßigen Quader wurden mit der Mauerzange versetzt (Zangenlöcher). 
Der Inventarband erwähnt zahlreiche Fragmente von Grabsteinen im Kapellenboden. Um 1980 waren noch einige Stücke zu sehen, die aber verschwunden sind oder geborgen wurden.
Das langsame Abrutschen der Burgfelsen führte zu einer Schräglage der Chormauern. Durch die aufwändige Sanierung nach dem Jahr 2000 konnte die Substanz jedoch auf längere Zeit gesichert werden.

## Geotop
Die Sandsteine auf dem die Burg steht, bilden den Gipfelbereich der Bergkuppe und rutschen teilweise auf den darunterlagernden Ton- und Tonmergelsteinen der Feuerletten hangabwärts. Durch aufwendige Sanierungsmaßnahmen wird versucht, dem weiteren Verfall der Ruine entgegenzuwirken. Die Felsen sind vom Bayerischen Landesamt für Umwelt als Geotop 674A010 ausgewiesen. Siehe auch Liste der Geotope im Landkreis Haßberge.
Das Geotop ist als Teil des Burgenkundlichen Lehrpfades Hassberge mit Hinweistafeln versehen.